# 분포고등학교
분포고등학교(盆浦高等學校)는 대한민국 부산광역시 남구 용호동에 있는 공립 고등학교이다.

## 학교 연혁
- 2001년 5월 1일 : 분포고등학교 설립 인가(24학급)
- 2002년 1월 7일 : 교사 신축 기공
- 2003년 2월 27일 : 교사 준공
- 2003년 3월 1일 : 초대 제정환 교장 취임
- 2003년 3월 4일 : 개교 및 제1회 입학식 8학급 291명
- 2006년 2월 20일 : 제1회 졸업식 8학급 남 109명, 여 174명 계 283명
- 2012년 3월 1일 : 창의경영학교(자율형) 운영
- 2013년 2월 20일 : 인조잔디 운동장 조성
- 2013년 3월 1일 : 선진형 교과교실제 운영
- 2024년 2월 8일 : 제19회 졸업식 (졸업생 수 153명, 누계 4,541명)
- 2024년 3월 4일 : 제11대 민복기 교장 취임
- 2024년 3월 4일 : 제22회 입학식(신입생 수 155명)

## 참고 자료
- 분포고등학교 - 한국교육학술정보원 학교알리미